# Tasman Series 1972
Tasman Series 1972 var ett race som vanns av Graham McRae, vilket var hans andra raka titel. Serien drabbades av en tragedi då nyzeeländaren Bryan Faloon förolyckades på Pukekohe Park efter en krasch med Graeme Lawrence.

## Delsegrare
| Datum       | Bana             | Vinnare        |
| ----------- | ---------------- | -------------- |
| 8 januari   | Pukekohe         | Frank Gardner  |
| 15 januari  | Levin            | Graham McRae   |
| 22 januari  | Wigram           | Graham McRae   |
| 30 januari  | Teretonga        | Kevin Bartlett |
| 6 februari  | Surfers Paradise | Graham McRae   |
| 13 februari | Warwick Farm     | Frank Matich   |
| 20 februari | Sandown          | Graham McRae   |
| 27 februari | Adelaide         | David Hobbs    |

## Slutställning
| Plats | Förare         | Poäng |
| ----- | -------------- | ----- |
| 1     | Graham McRae   | 39    |
| 2     | Mike Hailwood  | 28    |
| 3     | Frank Gardner  | 27    |
| 4     | Frank Matich   | 22    |
| 5     | Kevin Bartlett | 20    |
| 6     | David Hobbs    | 20    |
| 7     | Teddy Pilette  | 16    |
| 8     | David Oxton    | 7     |